# 韋斯科特站
韋斯科特站（英語：Westcott railway station）是位於英國東南部白金漢郡韋斯科特的車站，主要服務鄰近村落及沃德斯登莊園。車站在1871年由第三代白金漢和錢多斯公爵興建，用於貨運鐵路，運送貨物進出其房屋，並於庫艾頓路連接艾爾斯伯里及白金漢郡鐵路。在1872年，布里爾鎮居民組成的遊說集團成功遊説讓車站提供客運服務，並把鐵路延長至布里爾站，建設布里爾鐵路。
鐵路以低成本建造，使用低質素鐵路機車導致行車速度慢，限制最高時速5英里（8）。鐵路曾於1890年代計劃延長到牛津，但後來沒有實現。1899年，大都會鐵路公司接管鐵路營運權。
1933年，大都會鐵路公有化，加入倫敦地鐵網絡，成為大都會線。韋斯科特站成爲此線的一個車站，距離倫敦市中心超過40英里（64）。但是，由於倫敦乘客運輸委員會認爲設立該站未能盈利，因此該站連同布里爾鐵路在1935年11月30日關閉。車站大樓及其旁邊的建築是布里爾鐵路除庫艾頓路站外，唯一保存的建築。

## 布里爾鐵路

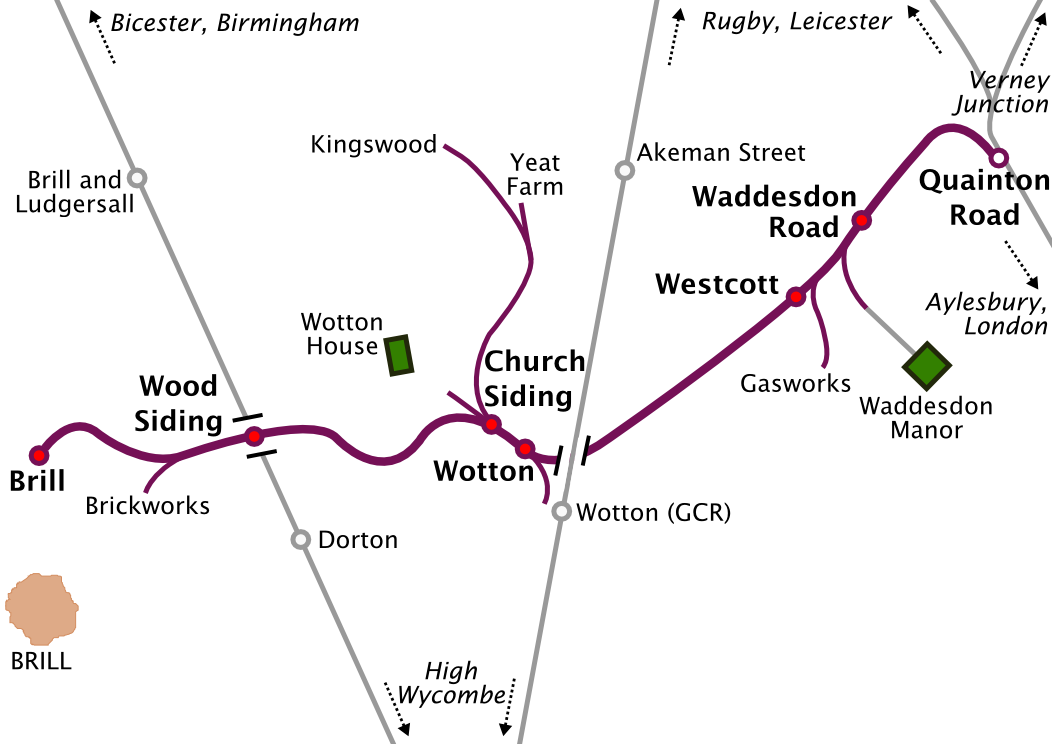
布里爾鐵路路線圖

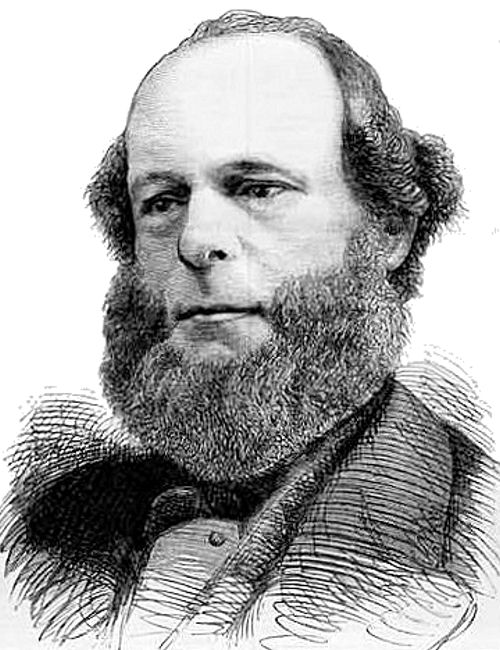
布里爾鐵路創始人理查·坦普爾-紐金特-布里奇斯-錢多斯-格倫維爾，第三代白金漢和錢多斯公爵

於1868年9月23日，艾爾斯伯里及白金漢郡鐵路啟用，在艾爾斯伯里連接大西部鐵路；並在維爾尼交匯站與大學線交接。1894年9月1日，倫敦大都會鐵路伸延至艾爾斯伯里，其後連接艾爾斯伯里及白金漢郡鐵路。

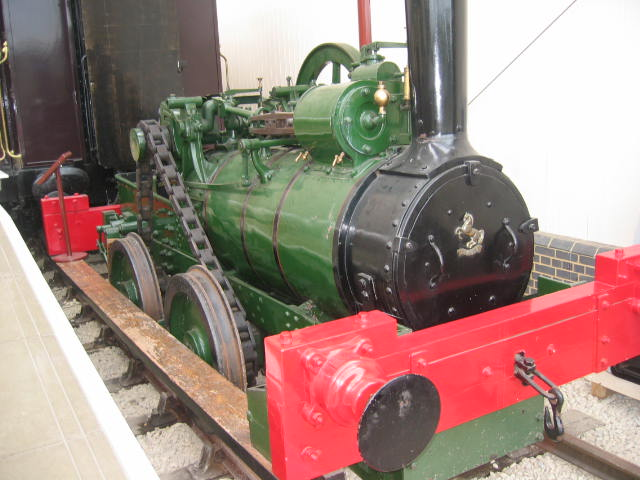
1871年於該線使用的機車

理查·坦普爾-紐金特-布里奇斯-錢多斯-格倫維爾，第三代白金漢和錢多斯公爵一直對鐵路有興趣。在1852年至1861年間，他擔任倫敦及大西北鐵路的總裁。1870年代早，公爵決定興建輕軌鐵路連接他在白金漢郡的房產與艾爾斯伯里及白金漢郡鐵路，以運送貨物。鐵路線的第一期，即沃頓鐵路（Wotton Tramways）在1871年4月1日啟用，鐵路在庫艾頓路啟程，經過沃頓鎮，最後以金斯伍德的側線為終點。鐵路卡車由馬匹拉動，所以鐵路以梁木路建造，防止它們絆倒。
後來，布里爾鎮的居民發起遊說運動，請求將鐵路延長至該鎮，並提供客運服務。1872年夏天，沃頓鐵路易名布里爾鐵路，每天有兩列客貨混編列車行走。公爵購入艾威林及波特工廠製造的牽引機，並改裝為鐵路的機車，最高車速為時速13公里，但由於鐵路建造質素不佳，速度限制至時速8公里。
公爵於1889年逝世，其財產受託人在1894年創立牛津與艾爾斯伯里鐵路公司，打算把鐵路線再延伸至牛津，後來沒有成事。1899年12月1日，倫敦大都會鐵路公司租借布里爾鐵路，惟業權不變。

## 服務及設施
韋斯科特站位處庫艾頓路東面2.4公里，相隔兩個車站。此車站有一個月台及小型的木造車站大樓，處於韋斯科特村之正南方，村落在車站啟用時，住有約150人。原本這站名為“韋斯科特側線站”（Westcott Siding），啟用不久更名“韋斯科特站”（Westcott）。最初，車站的木造月台採用低地台設計，方便貨物上落；1899年鐵路交予大都會鐵路公司管理時，布朗·馬沙爾客運列車投入服務，有見及此，部分月台區域升高，配合列車車門的高度。
然而，鐵路受制於低質素機車和顛簸的鐵軌，列車行駛速度很慢，於1882年，列車從庫艾頓路行至韋斯科特需時20分鐘；從韋斯科特駛至布里爾則需時50分鐘。
於1872年至1894年間，韋斯科特站每天有兩列客運列車駛經停站，來回兩個方向；1895年至1899年間，班次增至每天3列；1899年大都會鐵路公司接管鐵路，班次更增加到每天4班。艾爾斯伯里及白金漢郡鐵路接手鐵路後，曾進行鐵道改善工程，列車從韋斯科特行駛到庫艾頓路及布里爾所需時間分別減至13分鐘和28分鐘。
客運列車一般只在平日服務，惟1903年到1922年間的列車亦在星期日服務。韋斯科特村本身規模不大，費迪南德·羅斯柴爾德擁有的沃德斯登莊園佔有車站一定客源。

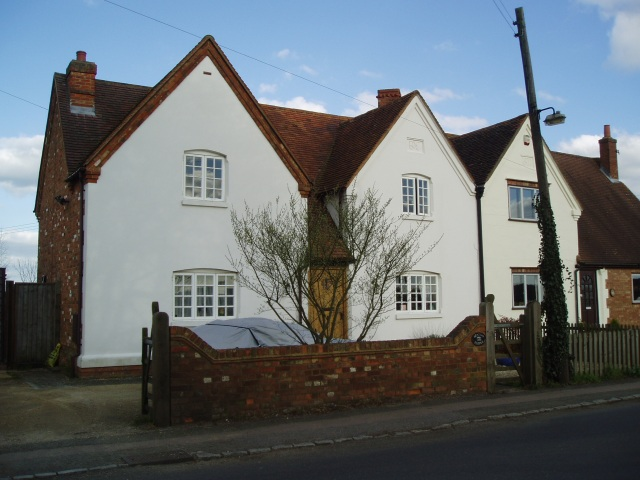
以前的車站大堂

雖然韋斯科特站使用頻率和人數不高，然而這站平常有人值班；其工作包括維護月台上的油燈與管理平交道口之欄杆。車站職員與服務鐵路線的人一樣，合同上規定需要“致力為鐵路服務工作、準時在值班時間上班和避免使用不雅用語”。值班職員在車站旁邊有一間房子，由公爵興建，故屋上有“B&C”（即“白金漢和錢多斯”）題字。
韋斯科特站以南方向有一座煤氣廠，在1889年啟用，主要為沃德斯登莊園等建築提供電源。車站與煤氣廠之間有支線連接，鐵軌韋斯科特村南面道路平行。1926年煤氣廠關閉，以鄰近另一個電廠取代，最後支線被拆除。

## 停用
1933年7月1日，大都會鐵路公司連同倫敦其他地下鐵路路線公有化，作爲倫敦客運交通委員會的一部分。韋斯科特站雖然距離倫敦市43英里（69），卻是倫敦地鐵網絡期中的車站。同時間開始，布里爾鐵路獲得虧損。貨運數量逐漸減少，與大都會鐵路其他車站不同的是，使用此站的人數非常少；1932年全年只有1560客運量，且收入僅有27英鎊（2025年的2,000英鎊）。
弗蘭克·皮克認爲艾爾斯伯里至布里爾鎮的鐵路收入少，未來發展空間不大，而結束營業可節省2000英鎊（2025年的147,700英鎊）；同時，倫敦鐵路交通部決定停止艾爾斯伯里站以後的鐵路服務。1935年11月30日，布里爾鐵路開出末班車，並於翌日關閉。

## 停用後情況
鐵路給予倫敦乘客運輸委員會的租賃期結束後，管理權歸回牛津與艾爾斯伯里鐵路公司，由於公司沒有足夠資金，未能自行運營鐵路線。因此，在1936年4月2日，鐵路基礎建設拍賣出售。最便宜的車站標誌和油燈僅以1先令出售，車站大樓以305英鎊（2025年的22,000英鎊）售出。
從1936年7月6日起，大都會鐵路列車停止艾爾斯伯里以北之鐵路服務；倫敦及東北鐵路繼續維爾尼交匯站經庫艾頓路，直至1963年3月停止。現時車站並找不到鐵路線的痕跡，但車站大堂仍然可在現私人住宅的後花園找到，上面寫有“Westcott”一字。

### 引註
1. 1 2 3 4 5 6  Simpson 2005，第90頁.
2. 1 2 3 4 5 6 7 8 9  Connor 2000，第47頁.
3. 1 2 3 4  Foxell 2010，第72頁.
4. 1 2 3  Oppitz 2000，第73頁.
5. 1 2 3 4 5  Horne 2003，第18頁.
6. 1 2  Foxell 2010，第66頁.
7. 1 2  Simpson 2005，第69頁.
8. ↑  Mitchell & Smith 2006，§III.
9. ↑  Demuth 2003，第6頁.
10. ↑  Oppitz 2000，第74頁.
11. 1 2 3  Oppitz 2000，第75頁.
12. ↑  Simpson 2005，第70頁.
13. 1 2 3 4  Demuth 2003，第18頁.
14. ↑  Oppitz 2000，第77頁.
15. ↑  Mitchell & Smith 2006，§II.
16. 1 2  Mitchell & Smith 2006，§IX.
17. ↑  Mitchell & Smith 2006，§36.
18. ↑  Simpson 2005，第72頁.
19. 1 2  Mitchell & Smith 2006，§V.
20. 1 2  Mitchell & Smith 2006，§IV.
21. ↑  Mitchell & Smith 2006，§35.
22. 1 2  . News. The Times (47236) (London). 1935-12-02. col E, p. 8. 模板中使用了待废弃的参数
23. ↑  Horne 2003，第53頁.
24. 1 2 3 4 5  见英国零售价指数，数据来自Clark, Gregory. . MeasuringWorth. 2017  [2022-06-11].
25. ↑  Jackson 2006，第134頁.
26. ↑  Horne 2003，第55頁.
27. ↑  Foxell 2010，第155頁.
28. ↑  Foxell 2010，第73頁.
29. 1 2 3  Horne 2003，第56頁.
30. ↑  Connor 2000，第49頁.
31. ↑  Oppitz 2000，第79頁.